# Bourhan Abro
Bourhan Ahmad Muhammad Abro (arabisch برهان احمد محمد أبرو; * 30. Mai 1995 in Frankreich) ist ein ehemaliger dschibutischer Schwimmer.

## Karriere
Abro nahm 2012 im Rahmen der Kurzbahnweltmeisterschaften in Istanbul erstmals an Schwimmwettbewerben teil. 2013 und 2015 qualifizierte sich der Dschibutier für die Weltmeisterschaften in Barcelona und Kasan. Im Frühherbst 2015 nahm er an den Afrikaspielen teil und platzierte sich über 50 m Schmetterling auf Rang 22. Seinen letzten Wettbewerb absolvierte der Schwimmer bei den Olympischen Spielen 2016 über 50 m Freistil. Im brasilianischen Rio de Janeiro erreichte er Rang 74 von 85.